# BRB Engineering Company
BRB Engineering Company war ein britischer Hersteller von Automobilen.

## Unternehmensgeschichte
Das Unternehmen aus dem Londoner Stadtteil Hornsey begann 1921 mit der Produktion von Automobilen. Der Markenname lautete BRB. Im gleichen Jahr endete die Produktion. Insgesamt entstanden nur wenige Fahrzeuge.

## Fahrzeuge
Im Angebot stand ein Cyclecar. Ein V2-Motor von J.A.P. mit 8 PS Leistung trieb über eine Kette die Antriebsachse an. Besonderheit war das Friktionsgetriebe. Die offene Karosserie bot Platz für zwei Personen. Der Neupreis betrug 200 Pfund oder 220 Pfund.